# Călin Ghibu
Călin Ghibu (n. 23 aprilie 1939, București, România – d. 27 noiembrie 2018, București, România) a fost un operator și director de imagine de film român, care a fost distins cu numeroase premii. A semnat imaginea pentru filme de referință ale cinematografiei românești precum Dincolo de pod (1975), Între oglinzi paralele (1979), Artista, dolarii și ardelenii (1980), Ștefan Luchian (1981), Glissando (1984), Întunecare (1985), Noiembrie, ultimul bal (1989), Rochia albă de dantelă (1989), Cel mai iubit dintre pămînteni (1993), Prea târziu (1996) și Terminus Paradis (1998), colaborând cu regizorii Mircea Veroiu, Mircea Daneliuc, Dan Pița, Lucian Pintilie, Alexandru Tatos și Șerban Marinescu.

## Biografie
S-a născut pe 23 aprilie 1939 în București. A absolvit în 1972 cursurile Institutul de Artă Teatrală și Cinematografică „I.L. Caragiale” din București, secția Operatorie, la clasa profesorilor George Cornea, Aurel Kostrakiewicz și Mircea Gherghinescu.
A debutat ca operator de imagine în 1973 și a colaborat timp de șapte ani cu un singur regizor, Mircea Veroiu, timp în care a realizat împreună cu el șase filme. În anul 1980 a colaborat cu regizorul Mircea Daneliuc la filmul Vânătoarea de vulpi, apoi a devenit un colaborator constant al lui Dan Pița în filmele Noiembrie, ultimul bal (1988), Rochia albă de dantelă (1989) și Hotel de lux (1991).

## Filmografie

### Operator de imagine
- Explozia (1972) - operator
- 7 zile (1973) - debut ca director de imagine
- Hyperion (1975)
- Dincolo de pod (1976)
- Mînia (1978)
- Între oglinzi paralele (1979)
- Artista, dolarii și ardelenii (1980)
- Vînătoarea de vulpi (1980)
- Ștefan Luchian (1981)
- Semnul șarpelui (1982)
- Glissando (1984)
- Moara lui Călifar (1984) - în colaborare cu Dragoș Pîrvulescu
- Piciu (1985)
- Întunecare (1986)
- Noiembrie, ultimul bal (1989)
- Rochia albă de dantelă (1989)
- Hotel de lux (1991)
- Cel mai iubit dintre pămînteni (1993)
- O vară de neuitat (1994)
- Prea târziu (1996)
- Terminus Paradis (1998)
- După-amiaza unui torționar (2002)
- Ambasadori, căutăm patrie (2003)
- Sistemul nervos (2005)

## Premii
Pentru activitatea sa în domeniul cinematografic, operatorul și directorul de imagine Călin Ghibu obținut mai multe premii ale Asociației Cineaștilor din România (ACIN) și Uniunii Cineaștilor din România (UCIN):
- Premiul Opera Prima (1973) - pentru imaginea la filmul 7 zile[6]
- Premiul pentru imagine (1976) - pentru filmul Dincolo de pod (ex aequo cu Nicolae Mărgineanu pentru filmul Tănase Scatiu)[7]
- Premiul pentru imagine (1979) - pentru filmul Între oglinzi paralele (ex aequo cu Vasile Vivi Drăgan pentru filmul Ora zero)[8]
- Premiul pentru imagine (1981) - pentru filmul Ștefan Luchian[9]
- Premiul pentru imagine (1984) - pentru filmul Glissando[10]
- Premiul pentru imagine (1989) - pentru filmele Rochia albă de dantelă și Noiembrie, ultimul bal[11]
- Premiul pentru imagine (1992) - pentru filmul Hotel de lux[12]
- Premiul pentru imagine (1998-1999) - pentru filmul Terminus Paradis[13]
- Premiul de Excelență CNC (2002)
- Trofeul UCIN 50 de ani (2013)
- Premiul Academic UCIN (2017)

În plus, a mai obținut două premii pentru imagine la Festivalul de Film de la Costinești: pentru filmele Ștefan Luchian (1981) și Rochia albă de dantelă (1990).
De asemenea, Călin Ghibu a fost decorat în anul 2002 de președintele Ion Iliescu cu Ordinul național Pentru Merit în grad de Cavaler „pentru talentul deosebit, creativitatea și ingeniozitatea regizorală prin care au realizat filme de referință în cinematografia națională, cu prilejul celebrării unui veac de film românesc”.